# 魏群 (足球运动员)
魏群（1971年2月10日—）  ，出生于北京市，是已退役的中国足球运动员。

## 生平资料
魏群是中国足坛极富传奇色彩的球星，球场上他作风硬朗，远射能力强，常年效力于四川队，是中国甲A联赛十年中进球数仅次于范志毅的后卫。球场下，他则因为重义气被称为“魏大侠”。早年他曾经为了保护几个二队的年青队友，被一群流氓围攻，身中17刀才脱险。然后因为怕影响运动能力，他在拒绝麻药和输血的情况下被缝了100多针，壮举震惊了足球界内外。
2002年，实德系开始影响四川足球，魏群一开始被任命为副总经理兼球员，但是很快因为在对待老队员的问题上与高层意见不和而被解职，而且与其他球员一起被挂牌转会。2003年，他以租借方式在云南红塔效力，之后由于伤病缠身而宣布退役。
2008年10月，告别足坛多年的魏群突然接掌新成立的四川足球俱乐部成为主教练，率队完成了2008年中国足球甲级联赛最后几轮的比赛并成功保级。

## 人物故事
魏群虽然生于北京，但他从小就在四川长大，早就是个不折不扣的四川人了。在四川，不但有魏群最心爱的女人，更重要的是在这里有他最钟爱的足球事业。魏群为四川足球所做出的贡献早已不用赘述，无论说魏群是四川的儿子也好，还是说魏群是四川的女婿也好，魏群都可以自豪地说：我为四川的足球事业奉献了我的一生。